# Templo funerario de Seti I (Abidos)

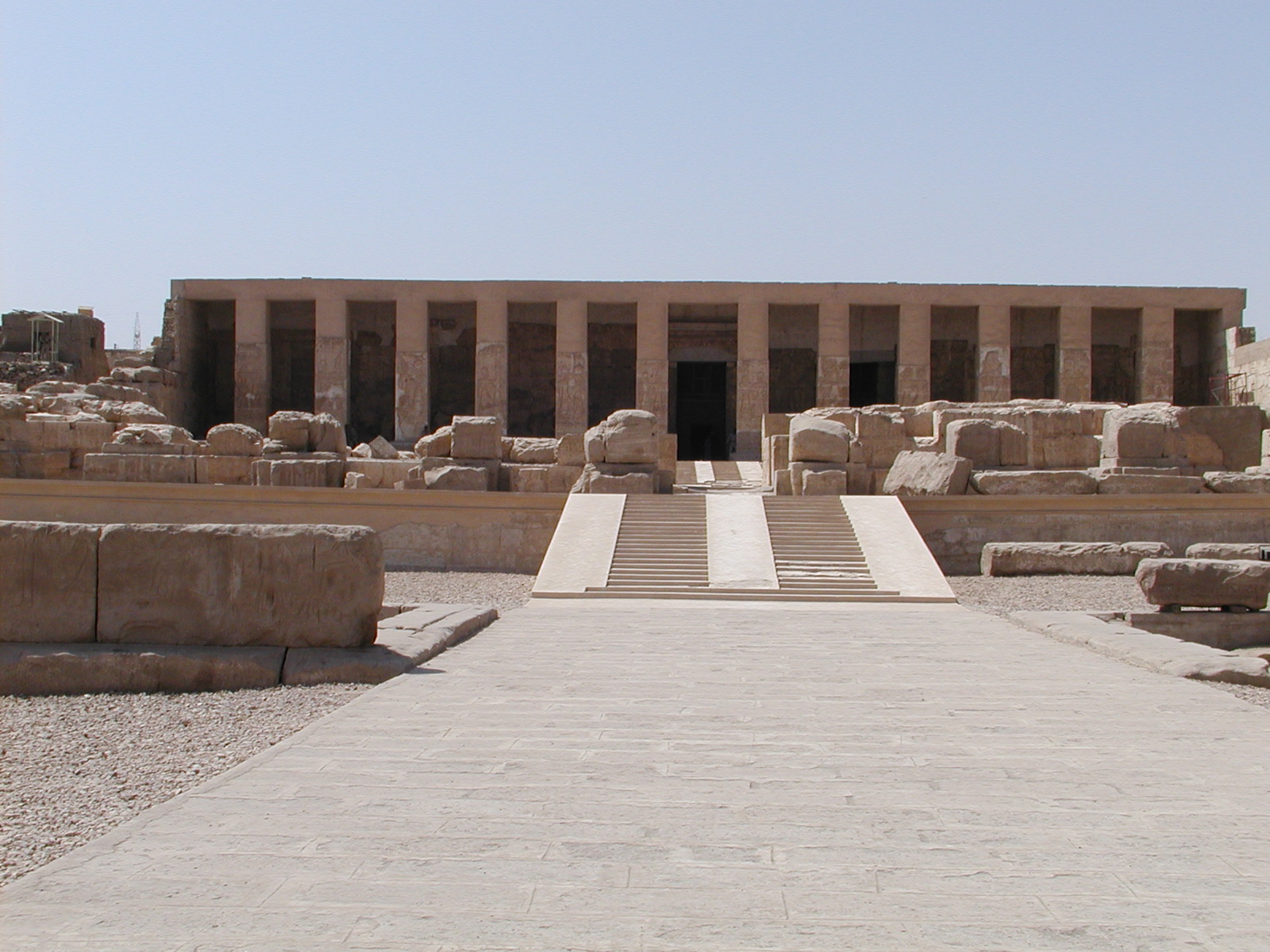
Templo funerario de Seti I en Abidos.

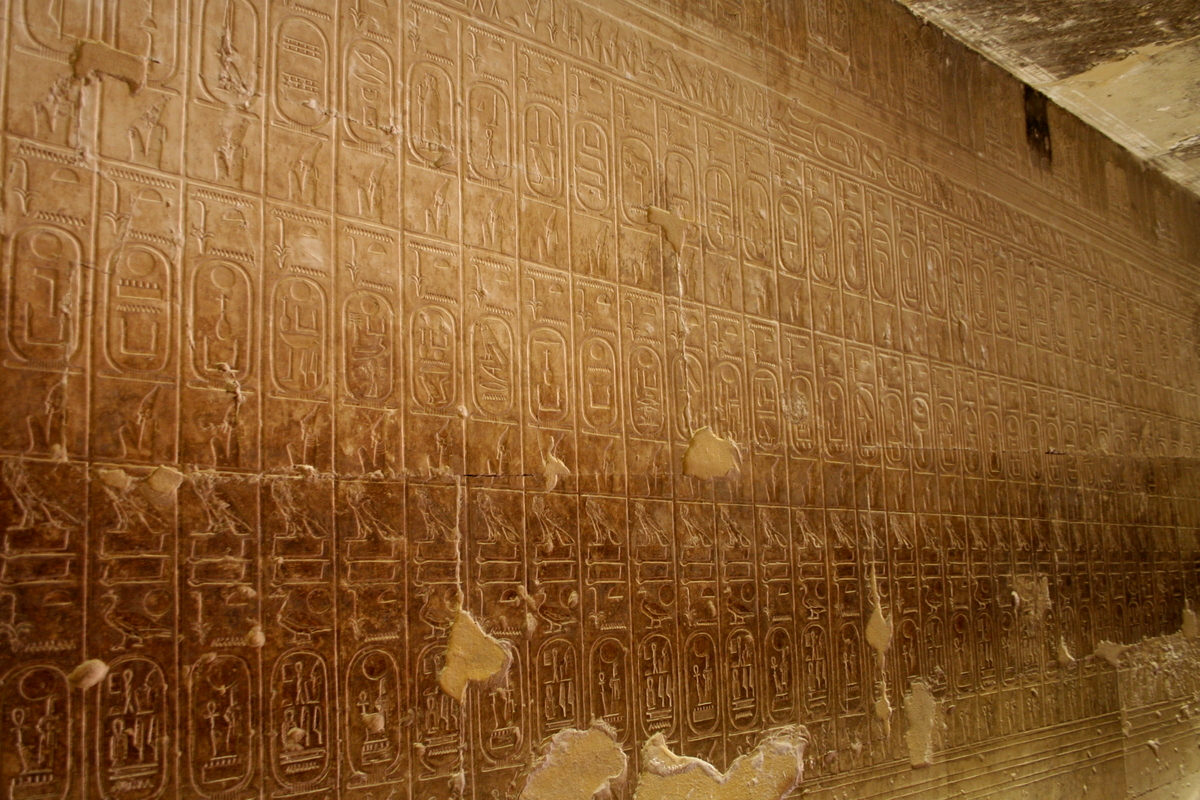
Lista Real de Abidos en el templo funerario.

El templo funerario de Seti I, también conocido como Gran Templo de Abidos o Memnonium (como deformación de «Men-Maât-Rê», nombre de coronación de Seti I) es un templo-cenotafio construido por el faraón Seti I en Abidos, en el Alto Egipto, y que sería finalizado por su hijo Ramsés II, también de la XIX dinastía. Completado por el cercano Osireion, el templo sirve como un monumental ofrecimiento votivo para atraer la benévola atención de Osiris, el dios de la regeneración y soberano del más allá. 
Abidos, cuyos asentamientos se remontan hasta el periodo Naqada I, centro religioso y lugar de peregrinación, donde se pensaba que había sido sepultada la cabeza de Osiris. Desde el Imperio Medio de Egipto, se encuentran allí construcciones con capillas adornadas con estelas votivas en honor de este dios. Sin embargo, todo había sido dejado de lado durante el período de Amarna. Seti I quiso volver a sus orígenes y erigió este templo de millones de años a orillas de la vía procesional, al lado de la "Escalera del Gran Dios" que unía el templo de Osiris con la tumba del dios en Umm el-Qaab. El principal propósito de su construcción fue la adoración entre sus paredes de todos los dioses mayores egipcios y a los faraones que le precedieron, en forma de una gran capilla funeraria.
La lista de los 76 faraones de las principales dinastías "reconocidos" por Seti están grabadas en una pared y es conocida como "Lista Real de Abidos", mostrando el nombre de los faraones en cartuchos, desde el primero, Narmer o Menes, hasta el propio Seti I. 

## Descripción

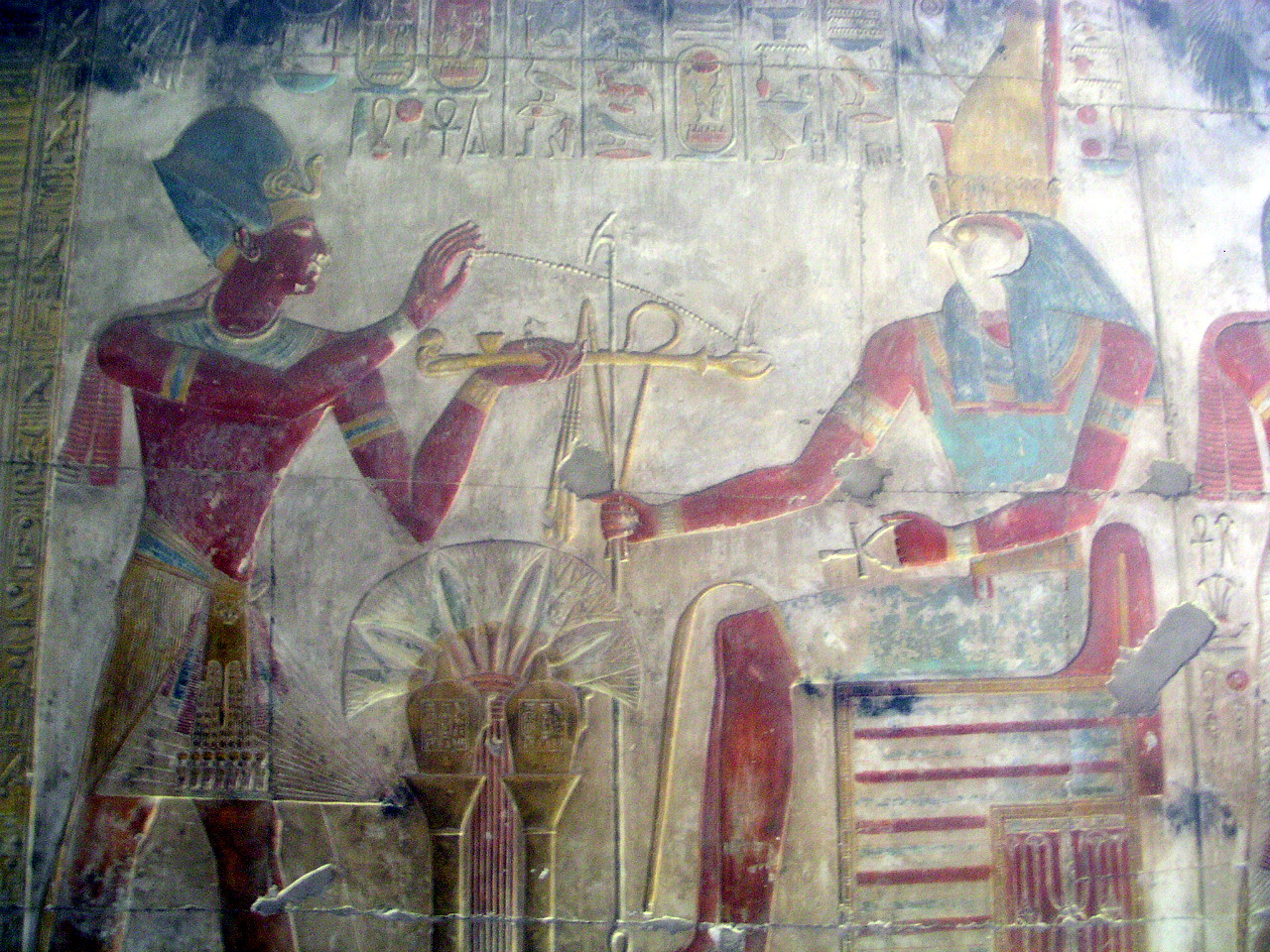
Seti I quemando incienso ante Horus.

El templo está construido sobre un terreno en pendiente que ha hecho necesario el desarrollo de terrazas sucesivas. Su planta es en "L", el edificio principal se encuentra en un eje norte-sur. Está prolongado por el Osireion tumba ficticia del rey, originalmente situado bajo un túmulo, estando separados los dos edificios por pocos metros. El templo funerario se completa con un ala lateral que se extiende hacia el este. De fina piedra caliza se apoya en un cimiento base de piedra arenisca con una profundidad de 1,30 m. Sus paredes están adornadas bajorrelieves, algunos de los cuales presentan una conservación excepcional y mantienen sus colores originales. El templo está consagrado a siete divinidades, incluido el propio rey divinizado, que tienen su propia capilla, Osiris, Isis, Horus, Amón, Ra-Horajti y Ptah. Todas tienen una falsa puerta, excepto la de Osiris, que presenta además una posición de honor especial, conduciendo a un complejo de dependencias dedicado a su culto que comprende dos salas y dos series de tres capillas dedicadas a Osiris, Isis y Horus. Curiosamente, existe una estancia con dos pilares, cerrada, a la que no es posible acceder.
Ramsés II completó la obra a la muerte de su padre, añadiendo dos patios y un pilono de 62 metros, del que apenas se conserva nada en la actualidad. Estos patios terminan en pórticos con doce pilares rectangulares en terraza. El primer patio albergaba un jardín con árboles y estanques.
El acceso al templo se hacía a través de una rampa corta que terminaba en un pórtico con doce pilares rectangulares. Se disponían tres entradas y cada puerta conducía (después de haber pasado por las dos salas hipóstilas) hacia tres de las siete capillas del templo. La puerta principal da a la capilla de Amón. Más a la derecha, las otras puertas conducen a las capillas de Osiris y Horus. Detrás del templo se encuentra el cenotafio propiamente dcho.
En las salas hipóstilas se puede contemplar una escena de la fundación del templo. Seti fija con la diosa Seshat los contornos del edificio y después coloca las primeras piedras. Otra escena muestra el nacimiento divino del rey. En otra pared, el rey Ramsés II es purificado por Tot y por Hathor. Más allá, aparece de pie ante Osiris e Isis, y les ofrece una estatuilla que le representa. En otras representaciones quema incienso ante Horus y luego le ofrece una estatuilla de Maat. Otra escena muestra al faraón preparando el pilar djed.
A la izquierda de la segunda sala hipóstila se accede a un corredor donde está la Lista Real de Abidos y conduce a una serie de estancias que servían como almacenes de estatuas, barcas sagradas, elementos necesarios en el templo y despensas.
En paralelo a las siete capillas, con entrada por la segunda sala hipóstila se encuentra una sala más grande dedicada a Nefertem y a Ptah-Sokar. 
A excepción de la lista de los faraones y un panegírico sobre Ramsés II, las representaciones no son históricas, sino mitológicas. La obra es célebre por su complejidad, conservación, delicadeza y refinamiento artístico, pero carece de la viveza y el carácter de épocas anteriores. 
A escasa distancia al noroeste de este templo, Ramsés II construyó, en la misma vía procesional que conduce al templo de Osiris, su templo funerario, el denominado templo de Ramsés II de Abidos, mucho más simple y pequeño.